# Eudendrium insigne
Eudendrium insigne är en nässeldjursart som beskrevs av Walter Douglas Hincks 1861. Eudendrium insigne ingår i släktet Eudendrium och familjen Eudendriidae. Arten har ej påträffats i Sverige. Inga underarter finns listade i Catalogue of Life.